# Nanoha Takamachi
Nanoha Takamachi (高町 なのは?, Takamachi Nanoha) è il personaggio principale che dà il titolo alla serie Mahō shōjo Lyrical Nanoha, apparsa anche in Triangle Heart. Risulta avere subito una forte affinità alla magia, una rarità per chi è nato sulla terra, i pochi terrestri di cui si sa della loro affinità magica sono Gil Graham, Hayate Yagami, e possibilmente suo padre. Impara velocemente le arti magiche e supera costantemente le aspettative durante le serie. In Nanoha, invece di avere un famiglio di sua creazione, fa coppia con un altro mago, Yūno Scrya, che proviene da Mid-childa, che ha la capacità speciale di trasformarsi in un furetto.

## Mahō shōjo Lyrical Nanoha
Nanoha Takamachi nasce ad Uminari, una piccola cittadina costiera nell'est del Giappone, figlia terzogenita, ha 8 anni, di Shiro e Momoka Takamachi. I suoi genitori gestiscono un bar-caffetteria di fronte alla stazione ferroviaria di Uminari dove saltuariamente lavorano anche il fratello e la sorella di Nanoha, Kyouya, che frequenta il primo anno di università, e Miyuki, che invece studia ancora al liceo. Quando ha circa cinque anni suo padre viene ricoverato in ospedale a seguito di un non meglio specificato incidente che lo lascia a lungo in pericolo di vita; durante questo periodo Nanoha ha vissuto per molto tempo da sola, poiché sua madre e suo fratello dovevano badare alla caffetteria e sua sorella assisteva il loro padre, un fatto che suscitò in lei una profonda tristezza spingendola ad allontanare la solitudine circondandosi di amici affettuosi.
Le migliori amiche di Nanoha sono Arisa e Suzuka, entrambi provenienti da famiglie aristocratiche e con un futuro praticamente già scritto alla guida dei rispettivi imperi; al contrario Nanoha, che si reputa una persona priva di qualsivoglia talento o predisposizione, non ha alcuna idea di quello che sarà il suo avvenire.
Un giorno, quando ha iniziato da poco il suo penultimo anno di scuola elementare, Nanoha avverte una voce che la chiama chiedendole aiuto, e poco dopo attraversando il parco assieme alle sue amiche incontra un furetto ferito e bisognoso di aiuto. Poco dopo Nanoha ed il piccolo animale vengono attaccati da una mostruosa creatura, ed il furetto, che si rivela capace di parlare, le chiede di aiutarlo a sconfiggerla donandole un dispositivo magico-scientifico di nome Raising Heart. Nanoha stipula quindi un contratto con l'intelligenza artificiale insita nel dispositivo a forma di gemma che le permette di trasformarsi in una maga da combattimento e di sconfiggere il mostro. A quel punto il furetto le racconta l'intera storia; il suo nome è Yuuno Scrya e proviene dalla Confederazione Mid-Childa, un'alleanza che raggruppa i mondi tecnologicamente e culturalmente più sviluppati della galassia e che fonda la sua potenza economica e militare sulla magia, esercitata per mezzo di antiche reliquie chiamate Lost Logia. Nel suo mondo Yuuno era un archeologo, e durante uno scavo aveva rinvenuto degli sconosciuti e pericolosi Lost Logia noti come Jewel Seed, che durante il trasporto verso Mid-Childa sono riusciti a liberarsi e sono precipitati sulla Terra. Yuuno ha provato a recuperarli da solo, ma la sua forza non si è rivelata sufficiente, perciò chiede a Nanoha, che si rivela essere una maga molto promettente, di aiutarlo nell'impresa.
Nanoha comincia quindi a radunare i Jewel Seed, ampliando e migliorando la propria padronanza della magia, fino al giorno in cui la sua strada si scontra con quella di Fate Testarossa, un'altra giovanissima maga che come lei è alla ricerca dei Jewel Seed per conto di sua madre Precia. Nanoha tenterà più volte di allacciare un rapporto di amicizia con Fate nonostante la loro rivalità, ma dovrà passare molto tempo prima che Fate riesca ad accettarla. Nel loro primo confronto diretto Nanoha viene facilmente sconfitta dalla ben più potente Fate, mentre nel secondo il loro tentativo di recuperare un Jewel Seed simultaneamente provoca uno squarcio dimensionale che fortunatamente si richiude, ma che attira l'attenzione della Time Space Administation Bureau (TSAB), la forza di polizia della Confederazione, che invia sulla Terra la nave Ashura guidata dal comandante Lindy Harlown e da suo figlio Chrono.
All'arrivo di Chrono Nanoha decide di aiutare la TSAB nel radunare i rimanenti Jewel Seed trasferendosi momentaneamente a bordo dell'Ashura. Quando infine vengono recuperati tutti Nanoha sfida Fate per stabilire chi delle due dovrà possederli (anche se in realtà si tratta di una trappola volta a farla uscire allo scoperto) e dopo una lunga battaglia Nanoha riesce infine a prevalere facendo sfoggio per la prima volta della sua tecnica più devastante, lo Starlight Breaker. Al termine dello scontro Fate viene recuperata, mentre la maggior parte dei Jewel Seed vengono trafugati da Precia che vuole usarli per resuscitare la figlia Alicia, di cui Fate scoprirà di essere un clone.
Nanoha, Yuuno e Chrono, ai quali si aggiunge in seguito anche Fate, attaccano il Garden Of Time dove si nasconde Precia, che alla fine, messa alle strette, si uccide gettandosi in un buco nero. Nanoha e Fate a quel punto devono separarsi, poiché Fate deve essere condotta a Mid-Childa per scontare le colpe derivatele dall'aver aiutato Precia, ma nonostante ciò Nanoha fa promettere alla sua nuova amica che un giorno si ritroveranno, e per suggellare la promessa si scambiano i rispettivi nastri per capelli.

## Mahō shōjo Lyrical Nanoha A's
Mahō shōjo Lyrical Nanoha A's è ambientato sei mesi dopo la fine della prima serie. Nanoha ha notevolmente migliorato la sua abilità nella stregoneria grazie agli insegnamenti di Raising Heart.
D'improvviso però alcuni membri dell'agenzia che stanziano sulla Terra vengono attaccati da misteriosi nemici, e poco tempo dopo anche Nanoha viene assalita, subendo una sonora sconfitta da una maga bambina di nome Vita. Prima che possa venire uccisa, in suo aiuto arrivano Fate e Yuuno, ma anche Vita riceve rinforzi da Signum e Shamal. Fate viene a sua volta facilmente sconfitta da Signum, mentre Nanoha vede il suo Linker Core, la fonte della magia di ogni stregone, prosciugato da Shamal.
Il nemico fortunatamente si ritira, ma Raising Heart e Bardiche sono in frantumi e Nanoha è momentaneamente impossibilitata ad usare la magia. I nuovi nemici si rivelano essere i Volkenritter, esseri per metà umani e per metà entità eteree che custodiscono il Book Of Darkness, un pericoloso Lost Logia che in passato ha dato parecchi problemi alla TSAB e che è responsabile, tra le altre cose, anche della morte del padre di Chrono; il loro scopo è quello di completare il libro, e per farlo devono nutrirlo con l'energia rubata a chiunque possieda un Linker Core come accaduto a Nanoha. Per poterli contrastare e scoprire l'identità del loro padrone l'equipaggio dell'Ashura si trasferisce momentaneamente sulla Terra, mentre Raising Heart e Bardiche, su loro stessa richiesta, vengono potenziati con il Cartridge System, un sistema di cartucce contenenti potere magico ad alta concentrazione proprio dello Stile Belka e utilizzato anche dai Volkenritter.
Al secondo confronto la battaglia è decisamente più equilibrata, con Nanoha che riesce facilmente a tenere testa a Vita al punto da metterla in difficoltà, ma proprio quando lei e gli altri sono sul punto di arrestare i Volkenritter vengono intralciati da due individui mascherati che aiutano i nemici a scappare per poi dileguarsi.
Poco tempo dopo Nanoha e Fate inseguono Vita e Signum su di un pianeta desertico dove danno la caccia a mostri in possesso di un Linker Core, ma ancora una volta i due individui mascherati salvano i Volkenritter permettendo loro, oltretutto, di acquisire il Linker Core di Fate.
Nel mentre Nanoha intreccia tramite Suzuka una bella amicizia con Hayate, una ragazza disabile gentile ma di costituzione debole, che si rivela però essere la custode del Book Of Darkness e la padrona dei Volkenritter. Hayate per la verità non ha alcun interesse a riempire il libro, né è al corrente di quello che Vita e gli altri stanno facendo, destinato in verità a salvarle la vita impedendo al libro di alimentarsi consumando a poco a poco la sua energia, ma l'ennesimo intervento degli individui mascherati fa precipitare la situazione; questi infatti fanno assorbire i Volkenritter dal libro affinché sia completo, assumendo anche le sembianze di Nanoha e Fate per addossare loro la colpa, e così facendo alimentano la rabbia di Hayate permettendo al Book Of Darkness di risvegliarsi dentro di lei.
Nanoha si trova quindi costretta ad affrontare il Book of Darkness quasi da sola, poiché ad un certo punto Fate viene risucchiata nel libro restando prigioniera di un sogno, ma riesce nonostante tutto a tenergli testa abbastanza a lungo da permettere la liberazione sia di Fate che di Hayate e la fuoriuscita del Programma Ribelle insito nel libro che era la causa della sua natura oscura.
Grazie all'aiuto di Chrono, dell'equipaggio dell'Ashura e dei redivivi Volkenritter, ora schierati con Nanoha, il Programma Ribelle viene spedito nello spazio per essere incenerito dall'Arc'en Ciel, il cannone a onde magiche dell'Ashura.
A battaglia finita Nanoha ha ormai scelto il suo destino; ha deciso infatti di entrare nella TSAB, di impegnarsi con tutta sé stessa a fare del bene agli altri con la sua magia e a far sì che d'ora in poi la magia venga usata solo per nobili cause. Quella sera stessa, con l'aiuto di Lindy, racconta la verità alla sua famiglia, che alla fine la approva. Il giorno dopo racconta con l'aiuto di Fate e Hayate la verita ad Arisa e ad Suzuka.

## Mahō shōjo Lyrical Nanoha Strikers
Dieci anni dopo gli avvenimenti accaduti in A's, Nanoha è diventata un ufficiale dell'agenzia con il grado di capitano e si è trasferita su Mid-Childa.
Qualche anno prima, nel corso di una missione su di un pianeta disabitato, è stata assalita alle spalle da un nemico misterioso, subendo una serie di ferite tanto gravi da farle rischiare la paralisi, e malgrado la guarigione l'incidende le ha lasciato dei segni tali da impedirle per sempre di fare pieno ricorso alla sua magia, se non per brevissimi momenti. Anche per questo motivo, ha abbandonato quasi completamente le missioni sul campo per dedicarsi invece al compito di addestratore militare.
Nonostante tutto però la sua abilità è ancora di molto superiore a quella di quasi tutti i maghi dell'agenzia, e per questo le è stato installato nel corpo un dispositivo che limita fortemente i suoi poteri, e che solo Chrono, divenuto ammiraglio, ha il permesso di rimuovere.
Durante uno dei numerosi esami ai quali assiste rimane colpita dall'abilità e dal lavoro di squadra di due giovani cadette, Subaru e Teana, prendendole sotto la sua ala protettiva e portandole con sé nella 6th Mobile Division, una squadra d'azione sperimentale formata da Hayate, occupandosi dell'addestramento, oltre che di loro due, anche dei due discepoli di Fate, Erio Mondial e Caro Ru Lushe.
In breve tempo Nanoha riesce a trasformare i quattro giovani cadetti in una squadra compatta ed efficace, abbastanza da farli partecipare ad una serie di missioni inerenti al recupero delle Relics, un nuovo tipo di Lost Logia altamente pericolosi, e all'arresto di Jail Scaglietti, un folle scienziato che sta progettando un devastante atto terroristico a Mid-Childa.